# Sunagawa
Sunagawa (砂川市, Sunagawa-shi) est une ville située dans la préfecture de Hokkaidō, au Japon.

## Géographie

### Situation
Sunagawa est une ville située sur l'île de Hokkaidō, au Japon. Elle s'étend au pied du versant ouest des monts Yūbari.

### Municipalités limitrophes
| Shintotsukawa | Takikawa | Akabira      |
| Shintotsukawa | Sunagawa | Utashinai    |
| Shintotsukawa | Naie     | Kamisunagawa |

### Démographie
Lors du recensement national de 2015, la ville de Sunagawa rassemblait 17 694 habitants répartis sur une superficie totale de 78,68 km2 (densité de population de 225 hab./km2).

### Hydrographie
L'ouest de Sunagawa est constitué d'une plaine alluviale formée par les eaux du fleuve Ishikari.

## Histoire
Sunagawa a acquis le statut de ville en 1958.

## Transports
Sunagawa est desservie par la ligne principale Hakodate de la JR Hokkaido. La gare de Sunagawa est la principale gare de la ville.